# Coccoloba standleyana
Coccoloba standleyana är en slideväxtart som beskrevs av Paul Hamilton Allen. Coccoloba standleyana ingår i släktet Coccoloba och familjen slideväxter. Inga underarter finns listade i Catalogue of Life.